# Gabrje, Novo mesto
Gabrje so naselje v Občini Novo mesto v jugovzhodni Sloveniji. Leži ob vzhodnem vznožju Gorjancev, približno deset kilometrov jugozahodno od središča Novega mesta. Vas spada v tradicionalno pokrajino Dolenjsko in je del statistične regije Jugovzhodna Slovenija. 
Naselje se prvič omenja v srednjeveških virih, njegovo ime pa izhaja iz besede gaber, kar pomeni drevesno vrsto (Carpinus betulus), značilno za okoliške gozdove. Zaradi svoje lege ob Gorjancih ima Gabrje izrazito podeželski značaj, s poudarkom na kmetijstvu in gozdarstvu.
V bližini vasi je Gabrska jama, kraška jama z značilnimi podzemnimi geomorfološkimi oblikami, ki predstavlja naravno znamenitost območja. Nedaleč od Gabrja se dviga tudi Trdinov vrh (1178 m), najvišji vrh Gorjancev, poimenovan po pisatelju in zgodovinarju Janezu Trdini (1830–1905), ki je v svojih delih pogosto opisoval življenje in naravo tega območja.
Zaradi naravne lege in razgibanega terena so Gorjanci priljubljena točka za pohodništvo in rekreativno kolesarjenje. Gabrje je znano tudi po organizaciji kolesarskih prireditev, med katerimi izstopajo vzponi na Gorjance. Te dirke so vsakoletni dogodek, ki privablja številne športnike iz širše regije. Najbolj znano je tekmovanje za pokal Sandija papeža.

## Zgodovina
V srednjem veku je območje današnjega Gabrja pripadalo fevdalnim posestim, ki so jih nadzorovali plemiči iz širšega novomeškega in dolenjskega ozemlja. Po zgodovinskih virih so zemljišča, na katerih danes leži vas Gabrje, v 13. in 14. stoletju odkopali (odkupili ali pridobili) grofje Andeški oziroma drugi lokalni zemljiški gospodje, ki so si s tem širili svoj vpliv v zaledju Gorjancev. Ozemlje je bilo del pomembne trgovske in strateške poti ob vznožju Gorjancev, zato je imelo za takratne plemiške rodbine tudi gospodarski pomen. Središče upravljanja teh zemljišč je bilo povezano z novomeškim ozemljem, ki je v srednjem veku doživljalo gospodarski in upravni razcvet.
V času druge svetovne vojne je območje Gabrja in širšega območja Gorjancev odigralo pomembno vlogo v partizanskem gibanju. Vas Gabrje in okoliški kraji so bili pogosto prizorišče spopadov in partizanskih operacij proti okupatorjem. Zaradi strateške lege in gozda so partizanske enote uporabljale to območje kot skrivališče, vas pa je postala znana po vzdevku Mala Moskva. Ime izhaja iz dejstva, da je Gabrje v tistem času predstavljalo eno izmed pomembnih središč partizanske bojiščne moči, kjer so se skrivali in organizirali odpor proti okupatorjem. V tem obdobju je bilo območje Gabrja priča številnim represijam, racijam in vojnim trpljenjem prebivalcev. Po vojni so v kraju postavili spominske plošče in druge obeležja, ki pričajo o tej pomembni zgodovinski dobi.

## Okolica
V bližini Gabrja se nahaja najvišji vrh Gorjancev, Trdinov vrh. Naselje Gabrje meji na Hrvaško. Okoliške vasi pa so Brusnice, Hrušica, Pangrč Grm, Jugorje, Gorenji Suhadol,...

## Zanimivosti
Vas je znana tudi po trinajstih ulicah, nekatere med njimi imajo zanimiva imena. Najbolj znane ulice so Loka, Gomile, Šumeči potok, K studencu, Gabrska gora,... Gabrčani so v preteklosti delali po različnih slovenskih krajih in mestih na primer v Jesenicah, v Portorožu. Obstaja zgodba, da so v Gabrje prišli obiskovalci in vprašali domačina »kje pa imaš moža?«, in tako je nastala Portoroška ulica po mestu Portorož.
Kulturni dom v Krajevni skupnosti Gabrje pri Novem mestu ima pomembno vlogo pri ohranjanju kulturnega življenja v kraju. Predstavlja osrednji prostor za različne kulturne in družbene dogodke, ki povezujejo krajane in spodbujajo medgeneracijsko sodelovanje. V njem se odvijajo prireditve, proslave, gledališke predstave, delavnice ter druge aktivnosti, ki bogatijo življenje lokalne skupnosti.
Poseben prispevek k ohranjanju krajevne identitete predstavlja tudi narečni slovar, ki ga je zbrala in uredila Milena Jaklič, pomoč pa ji je nudila Darja Šinkovec. Slovar dokumentira besedišče lokalnega govora in s tem ohranja pomemben del jezikovne dediščine območja Gabrja. Takšna dela so dragocena za razumevanje jezikovne raznolikosti Slovenije in pomenijo pomemben prispevek k slovenski dialektologiji.
Kulturni dom Gabrje tako ni le prostor druženja, temveč tudi varuh kulturne in jezikovne dediščine kraja.
Gabrska jama – kraški naravni pojav pod Gorjanci:
Gabrska jama, globoka približno 70 metrov, se nahaja v gozdovih nad vasjo Gabrje pod pogorjem Gorjanci. Gre za izrazit kraški pojav, ki ga sestavlja več vertikalnih brezen, povezanih s podzemnimi dvoranami. Jama je zanimiva tako za jamarje kot za raziskovalce kraškega sveta, saj ponuja vpogled v geološko zgodovino območja. V preteklosti je služila tudi kot naravni hladilnik za shranjevanje hrane, danes pa predstavlja potencialno naravno znamenitost za razvoj trajnostnega turizma.
V Gabrju pri Novem mestu delujejo različna društva, ki pomembno prispevajo k družbenemu življenju kraja. Prostovoljno gasilsko društvo Gabrje ima osrednjo vlogo pri varstvu pred požari ter organizaciji kulturnih in družabnih dogodkov. Gasilci gasilskega društva Gabrje so že bili državni in poddržavni prvaki. Leta 2021 so odprli nov prizidek h kulturno-gasilskemu domu, ki vključuje garažo za gasilsko vozilo in večnamenski prostor za vadbo ter druge dejavnosti krajevne skupnosti in društev . Lovska dejavnost v Gabrju poteka v okviru Lovske družine Novo mesto, ki je članica Zveze lovskih družin Novo mesto . Društvo upokojencev Gabrje, s sedežem na naslovu Gomile 24, 8321 Brusnice, organizira različne aktivnosti za starejše občane, vključno z ustvarjalnimi delavnicami in preventivnimi meritvami zdravja.